# Caradrina fulvocincta
Caradrina fulvocincta är en fjärilsart som beskrevs av Krulikovski 1910. Caradrina fulvocincta ingår i släktet Caradrina och familjen nattflyn. Inga underarter finns listade i Catalogue of Life.